# Julie Ølgaard
Julie Rosenstand Ølgaard (født 29. september 1981 i København) er en dansk skuespillerinde, bl.a. kendt fra filmene Midsommer, Råzone, Dig og mig, Kollegiet og Julefrokosten.

## Karriere
Hun er uddannet skuespiller fra The Lee Strasberg Theatre Institute i Los Angeles, hvor hun også boede i tre år. Filmgennembruddet blev Midsommer og betød, at hun valgte at flytte tilbage til Danmark. Efter hjemvendelsen fik hun således kortvarigt job som vært på ungdomsprogrammet Boogie, og senere Zulu Djævleræs, men forsatte derefter skuespilkarrieren.
I 2005 dannede hun sammen med veninderne Neel Rønholt og Laura Christensen Teater N.I.P.S. (Nye Impulser På Scenen), for at få unge i teatret. Teater N.i.p.s. har indtil videre lavet fire forestillinger – senest stykket Core på Lille Gasværket.
Sammen med Neel Rønholt og Laura Christensen har hun NIPSkanalen på YouTube. De tre skuespillere optrådte ved Zulu Comedy Galla i 2018.

## Privatliv
Julie Ølgaard har tidligere været gift med rapperen L.O.C..
Hun blev i 2015 gift med skiløberen Gustav Muus, med hvem hun har sønnen, Cooper. I januar 2019 offentliggjorde Ølgaard i et Instagram-opslag, at hun var gravid med barn nr 2, en datter, med termin i maj. Onsdag den 8. maj offentliggjorde Ølgaard på sin Instagram, at hun nedkom med datteren Roxie den 6. maj 2019.

## Filmografi

### Film
| År   | Titel         | Rolle     | Noter                                                        |
| ---- | ------------- | --------- | ------------------------------------------------------------ |
| 2003 | Midsommer     | Anja      |                                                              |
| 2006 | Råzone        | Trine     | Nomineret til en Bodilpris for bedste kvindelige hovedrolle. |
| 2007 | Om natten     | Stephanie |                                                              |
| 2007 | Kollegiet     | Sanne     |                                                              |
| 2008 | A Viking Saga | Lena      |                                                              |
| 2008 | Himmerland    | Kira      |                                                              |
| 2008 | Dig og mig    | Stephanie | Zulu Award for bedste kvindelige hovedrolle                  |
| 2009 | Julefrokosten | Amalie    |                                                              |
| 2011 | Headhunterne  | Lotte     |                                                              |
| 2017 | Mens vi lever | Trine     |                                                              |
| 2023 | Englemageren  | Laura     | Desuden instruktør                                           |

### Tv
| År        | Titel                           | Rolle             | Noter         |
| --------- | ------------------------------- | ----------------- | ------------- |
| 2003-2004 | Forsvar                         | Louise            |               |
| 2007      | Forbrydelsen                    | Nanna Birk Larsen | Afdød         |
| 2008      | Tak for i aften                 |                   | 2. sæson      |
| 2009-2010 | Isa's Stepz                     | Sif               | Isas stedmor  |
| 2012      | Live fra Bremen                 |                   | gæsteværtinde |
| 2018      | Stormester                      |                   | 1. sæson      |
| 2022      | Fuhlendorff og de skøre riddere |                   |               |

## Hæder
- Bodilprisen – bedste kvindelige hovedrolle – Råzone (2007) (nomineret)
- Robert – bedste kvindelige hovedrolle – 2009 (nomineret)
- Zulu Awards – bedste kvindelige hovedrolle (med Laura Christensen, Neel Rønholt) – Dig og mig (2009)
- Oscar – med Om natten (At night) – 2008 (nomineret)